# Луїза (округ, Вірджинія)
Шаблон:StateAbbr_ 37°59′ пн. ш. 77°58′ зх. д. / 37.99° пн. ш. 77.96° зх. д.
Округ  Луїза (англ. Louisa County) — округ (графство) у штаті  Вірджинія, США. Ідентифікатор округу 51109.

## Історія
Округ утворений 1742 року.

## Демографія
За даними перепису 2000 року загальне населення округу становило 25627 осіб, усе сільське. Серед мешканців округу чоловіків було 12611, а жінок — 13016. В окрузі було 9945 домогосподарств, 7264 родин, які мешкали в 11855 будинках. Середній розмір родини становив 2,97.
Віковий розподіл населення поданий у таблиці:
| Стать    | До 15 років | 15-21 | 22-29 | 30-39 | 40-49 | 50-65 | 65-85 | Понад 85 |
| -------- | ----------- | ----- | ----- | ----- | ----- | ----- | ----- | -------- |
| Чоловіки | 2605        | 1103  | 966   | 2010  | 2085  | 2371  | 1365  | 106      |
| Жінки    | 2561        | 1007  | 1035  | 2115  | 2110  | 2344  | 1622  | 222      |

## Суміжні округи
- Орандж — північ
- Спотсильванія — північний схід
- Гановер — схід
- Гучленд — південь
- Флуванна — південний захід
- Албемарл — захід

## Виноски
1. ↑  U.S. Decennial Census. United States Census Bureau. Архів оригіналу за 12 травня 2015. Процитовано 3 січня 2014.
2. ↑  Historical Census Browser. University of Virginia Library. Архів оригіналу за 11 серпня 2012. Процитовано 3 січня 2014.
3. ↑  Population of Counties by Decennial Census: 1900 to 1990. United States Census Bureau. Архів оригіналу за 15 грудня 2013. Процитовано 3 січня 2014.
4. ↑  Census 2000 PHC-T-4. Ranking Tables for Counties: 1990 and 2000 (PDF). United States Census Bureau. Архів оригіналу (PDF) за 18 грудня 2014. Процитовано 3 січня 2014.
5. ↑  State & County QuickFacts. United States Census Bureau. Архів оригіналу за 7 червня 2011. Процитовано 3 січня 2014.(англ.) Наведено за англійською вікіпедією.
6. ↑  American FactFinder. Бюро перепису населення США. Архів оригіналу за 26 лютого 2012. Процитовано 31 січня 2008.

| США | Це незавершена стаття з географії США. Ви можете допомогти проєкту, виправивши або дописавши її. |